# ファイナルラップ
ファイナルラップ(final Lap)
- レースでの最終周回。
- ナムコのレースゲーム。本項で解説。

『ファイナルラップ』 (Final Lap) は、1987年にナムコ（後のバンダイナムコエンターテインメント）が開発した『ポールポジション』（1982年）の流れを汲むレースゲーム。

## 概要
初めて筐体間のデータリンクを導入し、最大8人までの同時プレイを実現した一方、「乱入」を抑止するシステムを持たなかったため、対戦型格闘ゲームでよく見られる「面識の無いプレイヤー同士による、互いのプレイスタイルに起因するトラブル」も引き起こすことになった。
1作目のコースは鈴鹿サーキットのみだが、続編の『ファイナルラップ2』（1990年）では、ゲーム開始前に4つのコースから1つをプレイヤーの多数決で選択することができるようになった。なお、トップが同数の場合はランダムで決定される。
このゲームの特色である「トップのプレイヤーがスタートラインを通過すると同時にプレイ中の全員にタイム追加され、スタートもゲーム終了も全員同時となる」「トップを走るプレイヤーよりも下位のプレイヤーの方がタイヤの限界や最高速度、加速度が高くなる（現実のスリップストリームをゲーム的に表現したもので、車同士がまるで「ゴムひも」で繋がれているような様子から、開発サイドの通称は「ラバーバンド」）」といった初心者に優しい弱者救済的システムは、プレイヤーの裾野を広げ、現在に至るまで一部を除いて対戦型レースゲームの基本形となっている。当初は「ラバーバンド」無しの形で開発が進められていたが、テストプレイでは「（レースゲームに）慣れてない人が話にならない」状況だったため、それを何とかしたいということで急遽機能が追加された経緯がある。
前作『ポールポジション』は予選を経て決勝レースに挑む（つまり予選落ちがある）システムだったが、本作では予選はなくいきなりレースに挑む形となっている。これには対戦型ゲームという性質から「2人でプレイして、1人が予選落ちして1人が通過というのはありえない」という配慮がある。ちなみにロケーションテストの段階では、本作が対戦機能を持つということがプレイヤーにほとんど認識されておらず、プレイヤーは1人ずつソロプレイの形で遊ぶことがほとんどとなり「新製品なのにつまらない」と言われていた。そのため途中から、プレイヤーがゲームを始めようとすると待機していたスタッフが他の筐体に乗って対戦する「おもてなしプレイ」を行うようにしたところ、ようやく対戦の面白さがプレイヤーに伝わるようになった。
ゲームに直接は参加しない観客や店員が独自にゲーム映像に対し実況などを行うスタイルが生まれたのもこのゲームが最初と言われる。

## 移植版
| No. | タイトル               | 発売日              | 対応機種               | 開発元                      | 発売元        | メディア                | 型式                  | 売上本数 | 備考 |
| --- | ---------------------- | ------------------- | ---------------------- | --------------------------- | ------------- | ----------------------- | --------------------- | -------- | ---- |
| 1   | ファイナルラップ       | 1988年8月12日       | ファミリーコンピュータ | ノバ アークシステムワークス | ナムコ        | 2メガビットロムカセット | -                     | -        |      |
| 2   | ファイナルラップツイン | 1989年7月7日 1990年 | PCエンジン             | ノバ                        | ナムコ NEC-HE | 3メガビットHuCARD       | - NC89003 - TGX030020 | -        |      |

ファミリーコンピュータ版
マシンのチューニングをすることができる。
PCエンジン版「ファイナルラップツイン」
通常の1Pモード、2P対戦モードがある。2Pモードは画面上下二分割の1つの画面で対戦できる、当時としては画期的なシステムで話題となった。ただし、のちに同じくPCエンジンで『F1トリプルバトル』（ヒューマン）という作品で3人同時プレイを実現され、同時プレイ人数で抜かれている。
通常のレースモードに加えRPG風の味付けを施したクエストモードが搭載されている。ミニ四駆をモチーフにしたチビ四駆の駆け出し選手として修行の旅に出かけ、全国の強豪と対戦しチャンピオンになるのが目的。一般のRPGでの戦闘に相当するフィールドマップ上でのレースで賞金を稼ぎ、それを元手に新しいパーツを購入して自らのマシンを強化していく。バックストーリーは漫画『巨人の星』（1966年 - 1971年）をパロディ化している。

## 評価
アーケード版
- ゲーム誌『ゲーメスト』の企画「第2回ゲーメスト大賞」（1987年）で、読者投票により大賞10位を受賞[9]、その他に年間ヒットゲームで5位を獲得している[9]。

- 1998年にそれまで発売されていたアーケードゲーム全てを対象に行われたゲーメスト読者の人気投票によるゲーメストムック『ザ・ベストゲーム2』では、「画面に映し出される映像はかなりレベルが高く、かなり実車感覚に近いイメージであった」、「通信対戦の登場により、1人で遊ぶから多人数で遊ぶといった形が作られたのもこのゲームからだろう」、「トップのマシンほど遅く、ビリのマシンほど速くなるという調整が加えられ、レースが盛り上がるように作られていた」、「デラックスの筐体では、マシンが加速する、減速するという現象をなんと筐体をモーターで前後にスライドさせることで体感を表現するなど、独特なシステムも採用された」と紹介されている[10]。

ファミリーコンピュータ版
ゲーム誌「ファミコン通信」の「クロスレビュー」では合計26点（満40点）、「ファミリーコンピュータMagazine」の読者投票による「ゲーム通信簿」での評価は以下の通りとなっており、19.58点（満30点）となっている。
| 項目 | キャラクタ | 音楽 | 操作性 | 熱中度 | お買得度 | オリジナリティ | 総合  |
| 得点 | 3.16       | 3.25 | 3.31   | 3.42   | 3.15     | 3.29           | 19.58 |
PCエンジン版 「ファイナルラップツイン」
ゲーム誌『ファミコン通信』の「クロスレビュー」では、8・7・8・7の合計30点（満40点）でシルバー殿堂入りを獲得、『月刊PCエンジン』では90・90・90・85・90の平均89点、『マル勝PCエンジン』では8・7・8・8の合計31点（満40点）、『PC Engine FAN』の読者投票による「ゲーム通信簿」での評価は以下の通り23.04点（満30点）。 また、この得点はPCエンジン全ソフトの中で89位（485本中、1993年時点）となっている。
| 項目 | キャラクタ | 音楽 | 操作性 | 熱中度 | お買得度 | オリジナリティ | 総合  |
| 得点 | 3.81       | 3.75 | 3.87   | 4.04   | 3.82     | 3.75           | 23.04 |

## シリーズ作品
- ファイナルラップ2 - 1990年リリースのアーケード作品。本作よりゲーム開始前に4つのコースから選択可能。
  - コース：鈴鹿サーキット、インディアナポリス[要出典]、モンテカルロ市街地コース、モンツァ・サーキット
  - マシン：1987年のF1マシン　マクラーレン・MP4/3 TAGポルシェ／アラン・プロスト、ロータス・99T ホンダ／中嶋悟、ウィリアムズ・FW11B ホンダ／ネルソン・ピケ、レイトンハウス・871 フォード／イヴァン・カペリ
- ファイナルラップ3 - 1992年リリースのアーケード作品。プレイヤーの投票によって選ばれた4コースが採用。
  - コース：シルバーストーン・サーキット（作品の時代が1990年のため、インフィールドセクションがまだ無い旧コースを収録）、ポール・リカール・サーキット、カタロニア・サーキット(実際の1990年は建設途中)、アウトードロモ・エンツォ・エ・ディーノ・フェラーリ
  - マシン：1990年のF1マシン　マクラーレン・MP4/5B ホンダ／アイルトン・セナ、ウィリアムズ・FW13B ジャッド／リカルド・パトレーゼ、フェラーリ・641／アラン・プロスト、ティレル・019 コスワース／中嶋悟
- ファイナルラップR - シリーズ最終作。1994年リリース（開発と発表及びロケテストは1993年）のアーケード作品。FIA及びFOCAからのライセンシーと、日本国内放映権を持つフジテレビとのタイアップにより、公式にマシン・コースを再現。オープニングデモには各チームのロゴマークも表示され、ドライバーヘルメットもくっきりと描かれた。
  - コース：ホッケンハイムリンク、ハンガロリンク、スパ・フランコルシャン、アウトドローモ・ホセ・カルロス・パーチェ
  - マシン：1992年のF1マシン　マクラーレン・MP4/7A ホンダ／ゲルハルト・ベルガー、ウィリアムズ・FW14B ルノー／ナイジェル・マンセル、ベネトン・B192 フォード／ミハエル・シューマッハ、フェラーリ・F92A／ジャン・アレジ
- ファイナルラップ2000 - 2000年3月23日発売のワンダースワン対応ソフト。
- ファイナルラップスペシャル - 2001年11月15日発売のワンダースワンカラー専用ソフト。